# Životice u Nového Jičína
Životice u Nového Jičína (německy Seitendorf bei Neutitschein) jsou obec v okrese Nový Jičín v Moravskoslezském kraji. Žije zde 661 obyvatel.

## Historie
První písemná zmínka o obci je z roku 1411. Evangelické bohoslužby se v obci začaly konat po první světové válce a po druhé světové válce došlo ke vzniku kazatelské stanice. Zanikla však během vlády Komunistické strany Československa.
Od 1. ledna 1975 do 31. prosince 1992 byla obec součástí města Nový Jičín.
Dne 24. června 2009 zasáhla Životice a okolní obce velká povodeň, během níž přišlo o život několik lidí. Mnoho domů bylo zaplaveno a v následujících dnech byly srovnány demoličními četami se zemí.

## Kněží ve farnosti

### Současnost
Jako duchovní správce t.č. působí P. dr. Jaroslaw Marek Folta, administrátor excurrendo

### Minulost
Alois Lang (1869–1957) působil jako kaplan 6. 7. 1892 – 31. 10. 1895